# Girls (banda)
Girls foi uma banda de indie rock de São Francisco, Califórnia, EUA.
O New York Times comparou o som da banda com artistas como Elvis Costello, Buddy Holly e Beach Boys.